# Cor Caroli
Cor Caroli (α Canum Venaticorum, česky Srdce Karlovo) je nejjasnější hvězda souhvězdí Honicích psů. Název znamená "Srdce Karlovo" a byl údajně navržen v roce 1660 královským lékařem Sirem Charlesem Scarboroughem na počest anglického krále Karla II., když při jeho návratu do Londýna hvězda údajně zvýšila svou jasnost. Jiná interpretace však spojuje název s jeho otcem, králem Karlem I., který byl popraven v roce 1649.

## Charakteristika

### Složení dvojhvězdy
Cor Caroli je již malým dalekohledem s objektivem o průměru 5 cm rozlišitelná jako dvojhvězda. Jasnější z obou hvězd je označena α² Canum Venaticorum (Cor Caroli), slabší α¹ Canum Venaticorum.

### Jasnější složka (α² Canum Venaticorum):
- Je prototypem proměnných hvězd typu α² Canum Venaticorum.
- Má silné magnetické pole, které způsobuje vznik hvězdných skvrn podobných slunečním skvrnám.
- Jasnost se mění v intervalu od +2,84 mag do +2,98 mag během periody 5,47 dne.[1]
- Spektrální třída: A0pSiEuHg.

### Slabší složka (α¹ Canum Venaticorum)
- Nachází se ve vzdálenosti 19,6" při pozičním úhlu 228°.
- Spektrální třída: F2V.
- Hvězdná velikost: +5,60 mag.[1]

### Vzdálenost a paralaxa
Cor Caroli je vzdálena přibližně 99 světelných let (30 parseků) od Země. Paralaxa hvězdy byla změřena na 32,72±0,58 mas.

## Historie a pojmenování
Hvězda byla pojmenována Sirem Charlesem Scarboroughem, osobním lékařem anglického krále Karla II. Jméno "Srdce Karlovo" mělo symbolizovat oddanost lidu královské koruně po turbulentním období občanské války a popravy Karla I. Stuartovce v roce 1649. Některé zdroje tvrdí, že jméno mohlo být inspirováno Karlem I., jiní ho spojují s návratem Karla II. na trůn v roce 1660, kdy se v Anglii po letech republiky obnovila monarchie pod vládou Stuartovců.

## Pozorování
Cor Caroli je nejjasnější hvězdou v souhvězdí Honicích psů, které lze pozorovat na severní obloze. Hvězda se nachází nedaleko známoho souhvězdí Velké medvědice a tvoří jedno z hlavních orientačních bodů pro pozorovatele jarní noční oblohy.